# أخبار الجمهورية
أخبار الجمهورية، هي صحيفة أسبوعية تصدر كل يوم خميس. أسست الصحيفة في أكتوبر 1990 على يد المنصف بن مراد الذي كان يشغل خطة مدير تحرير مجلة ريالتي. كان يوم صدورها في الأول السبت ثم غيرته إلى يوم الجمعة فيوم الخميس وهو نفس يوم صدور منافستها الأخبار (صحيفة تونسية). في 21 ديسمبر 2012 تعرض مقر الصحيفة في حي لافايات إلى عملية سطو استهدفت أرشيفها الإلكتروني. يدير الصحيفة ويترأس تحريرها محمد المنصف بن مراد 